# Sikatahan
Sikatahan – gaun wikas samiti w zachodniej części Nepalu w strefie Lumbini w dystrykcie Rupandehi. Według nepalskiego spisu powszechnego z 2001 roku liczył on 1514 gospodarstw domowych i 9468 mieszkańców (4635 kobiet i 4833 mężczyzn).